# Pardosa albatula
Pardosa albatula är en spindelart som först beskrevs av Roewer 1951.  Pardosa albatula ingår i släktet Pardosa och familjen vargspindlar. Inga underarter finns listade i Catalogue of Life.